# Jimmy Watkins
James David „Jimmy“ Watkins (* 26. August 1982 in Bakersfield) ist  ein US-amerikanischer Bahnradsportler, der auf Kurzzeitdisziplinen spezialisiert ist.

## Sportliche Laufbahn
In seiner Jugend war Jimmy Watkins als Leichtathlet aktiv, so etwa startete er als 100-Meter-Läufer bei den Junior Olympics, und er betrieb Baseball und American Football. Er machte eine Ausbildung zum Feuerwehrmann und avancierte zum „Hotshot“, einem Angehörigen der Elite-Truppe zur Bekämpfung von Busch- und Waldbränden, deren Mitglieder über besondere physische Fitness verfügen müssen. Mit 21 Jahren begann Watkins deshalb mit dem Radsport, um seine Ausdauer zu trainieren. Schließlich war er so gut, dass er Leistungsradsportler wurde, er blieb dabei allerdings Vollzeit-Feuerwehrmann.
2008 wurde Jimmy Watkins dreifacher US-Meister im Sprint, im Keirin und im Teamsprint. 2010 wurde er ein zweites Mal Meister im Teamsprint sowie Vize-Meister im Sprint und 2011 nochmals Meister im Teamsprint.
Bei den Panamerikanischen Meisterschaften 2009 gewann Watkins die Goldmedaille im 1000-Meter-Zeitfahren, nachdem er im Jahr zuvor die Silbermedaille im Keirin errungen hatte. 2011 wurde er panamerikanischer Vize-Meister im Teamsprint und belegte im Keirin Platz vier. Bei den UCI-Bahn-Weltmeisterschaften 2012 in Melbourne belegte er im Teamsprint Platz 16, gemeinsam mit Michael Blatchford und Kevin Mansker. Zudem stellte er nationale Rekorde über 200 Meter (fliegender Start), 1000 Meter (stehender Start) und 750 Meter (Teamsprint) auf. Trainiert wurde er von dem Briten Jamie Staff.
Bei den Olympischen Spielen 2012 in London startete Jimmy Watkins im Sprint und belegte Rang sechs.

## Erfolge
2008
- US-amerikanischer Meister – Sprint, Keirin, Teamsprint (mit Dean Tracy und Kelyn Akuna)

2009
- Panamerikameister – 1000-Meter-Zeitfahren

2010
- US-amerikanischer Meister – Teamsprint

2011
- Panamerikaspiele – Teamsprint (mit Michael Blatchford und Dean Tracy)